# Rallye Dakar 2011
Navigation
Édition précédente Édition suivante
Le Rallye Dakar 2011 est le 33e Rallye Dakar. Se déroulant en Amérique du Sud, le départ a été donné le 1er janvier de Buenos Aires.

## Participants
| Étape | Moto | Auto | Camion | Quad |
| ----- | ---- | ---- | ------ | ---- |
| 1     | 170  | 140  | 67     | 30   |
| 2     | 170  | 140  | 67     | 30   |
| 3     | 166  | 136  | 64     | 28   |
| 4     | 161  | 136  | 64     | 28   |
| 5     | 155  | 124  | 59     | 21   |
| 6     | 145  | 118  | 54     | 21   |
| 7     | 125  | 92   | 46     | 17   |
| 8     | 112  | 88   | 45     | 17   |
| 9     | 106  | 76   | 44     | 17   |
| 10    | 103  | 65   | 44     | 16   |
| 11    | 96   | 60   | 41     | 15   |
| 12    | 94   | 56   | 41     | 14   |
| 13    | 94   | 50   | 41     | 12   |

## Étapes
Le Rallye Dakar 2011 comporte 13 étapes, 7 démarrent en Argentine et 6 partent du Chili. La course débute à Buenos Aires pour aller à Córdoba, la portion jusqu'à Victoria n'est pas chronométrée.
| Étape | Date                  | Départ                   | Arrivée                  | Total (km)               | Spéciale (km)            |
| ----- | --------------------- | ------------------------ | ------------------------ | ------------------------ | ------------------------ |
| 1     | 1er janvier 2 janvier | Buenos Aires Victoria    | Victoria Córdoba         | 788                      | 222                      |
| 2     | 3 janvier             | Córdoba                  | San Miguel de Tucumán    | 764                      | 324                      |
| 3     | 4 janvier             | San Miguel de Tucumán    | San Salvador de Jujuy    | 731                      | 500                      |
| 4     | 5 janvier             | San Salvador de Jujuy    | Calama                   | 761                      | 207                      |
| 5     | 6 janvier             | Calama                   | Iquique                  | 459                      | 423                      |
| 6     | 7 janvier             | Iquique                  | Arica                    | 721                      | 456                      |
|       | 8 janvier             | journée de repos à Arica | journée de repos à Arica | journée de repos à Arica | journée de repos à Arica |
| 7     | 9 janvier             | Arica                    | Antofagasta              | 715                      | 631                      |
| 8     | 10 janvier            | Antofagasta              | Copiapó                  | 776                      | 508                      |
| 9     | 11 janvier            | Copiapó                  | Copiapó                  | 270                      | 235                      |
| 10    | 12 janvier            | Copiapó                  | Chilecito                | 876                      | 176                      |
| 11    | 13 janvier            | Chilecito                | San Juan                 | 786                      | 622                      |
| 12    | 14 janvier            | San Juan                 | Córdoba                  | 678                      | 555                      |
| 13    | 15 janvier            | Córdoba                  | Buenos Aires             | 826                      | 181                      |

## Résultats

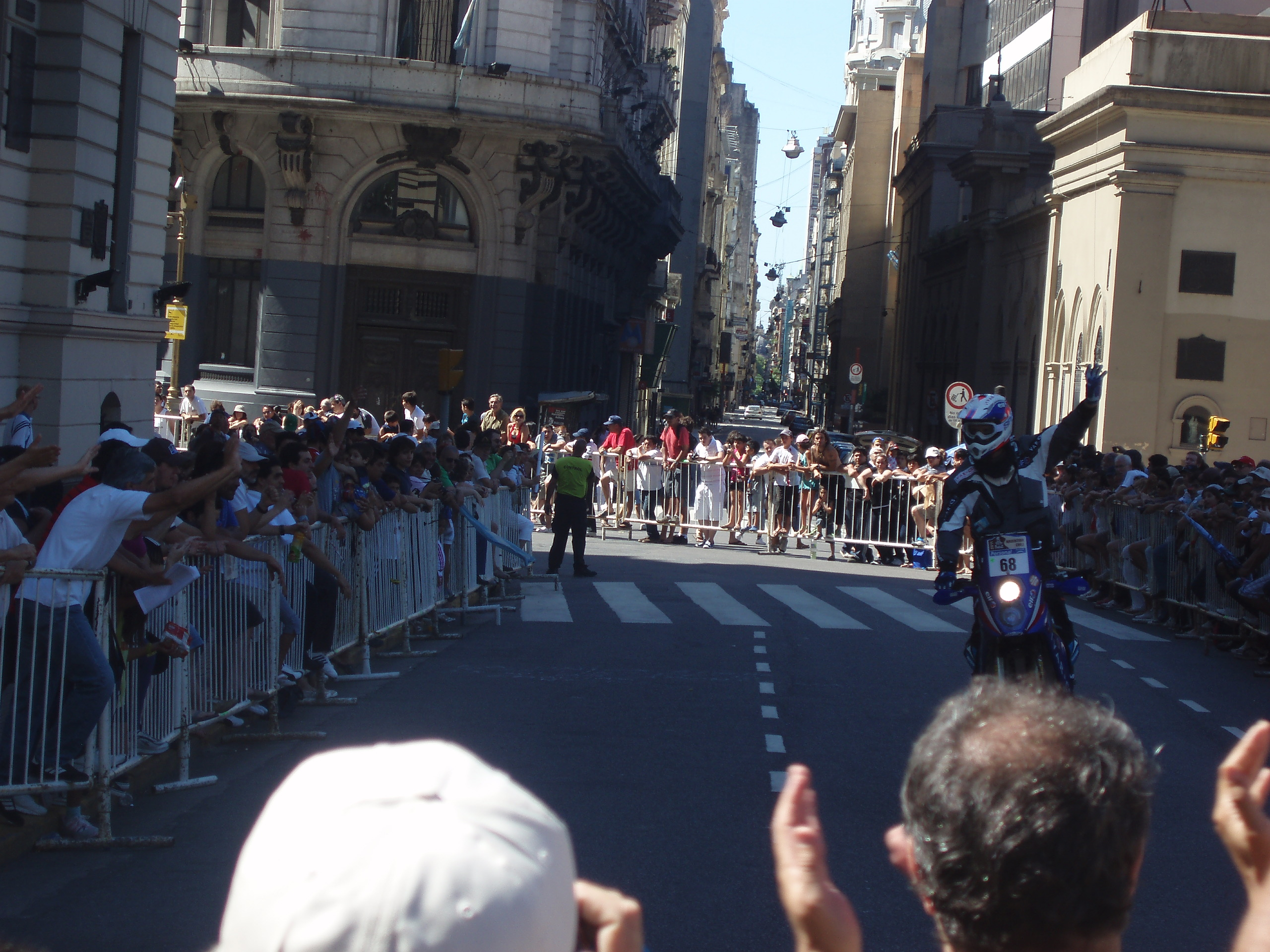
Le rallye Dakar 2011 à Buenos Aires (Place de Mai).
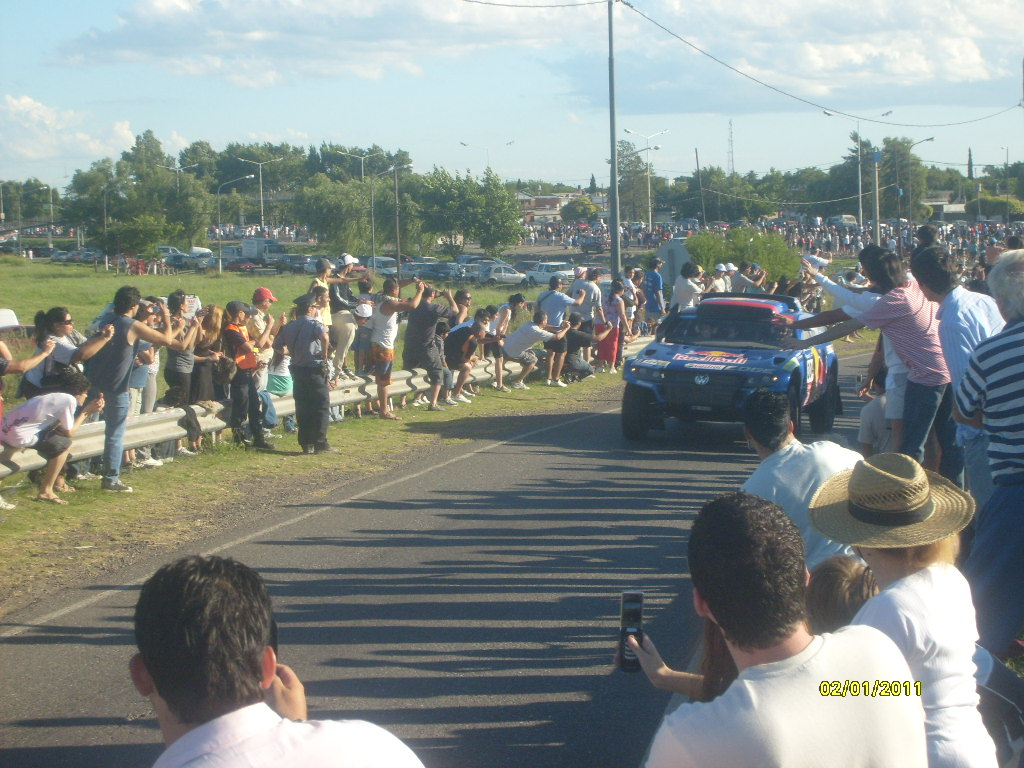
Le rallye Dakar pour la première fois dans la ville de Rosario applaudis par le public argentin.
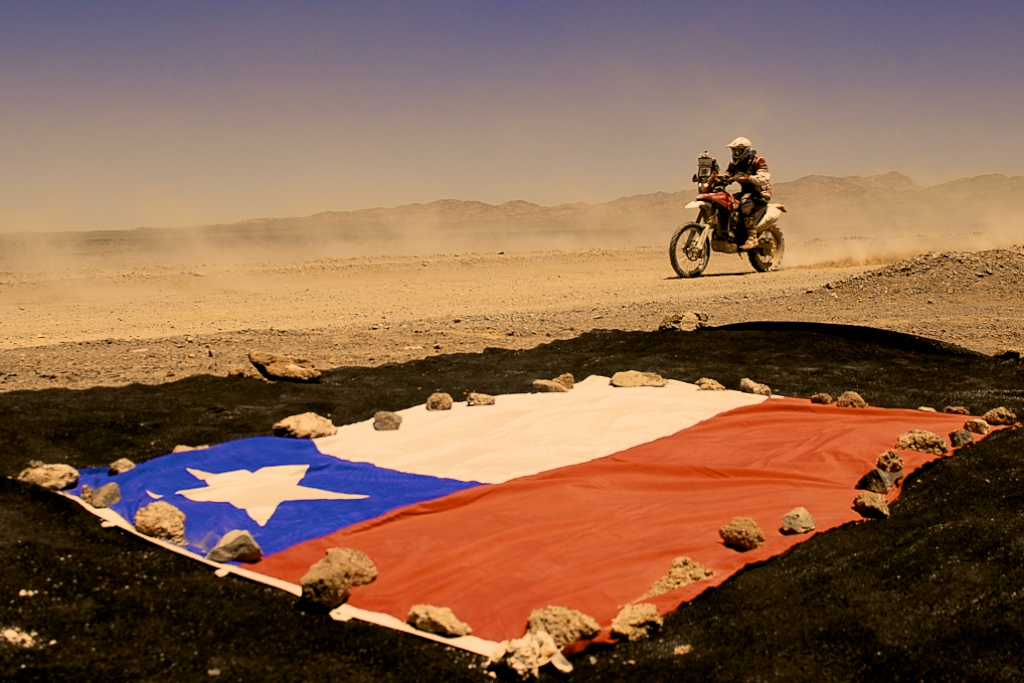
Calama. Le motocycliste français Mathieu Serradori passe devant un drapeau du Chili.

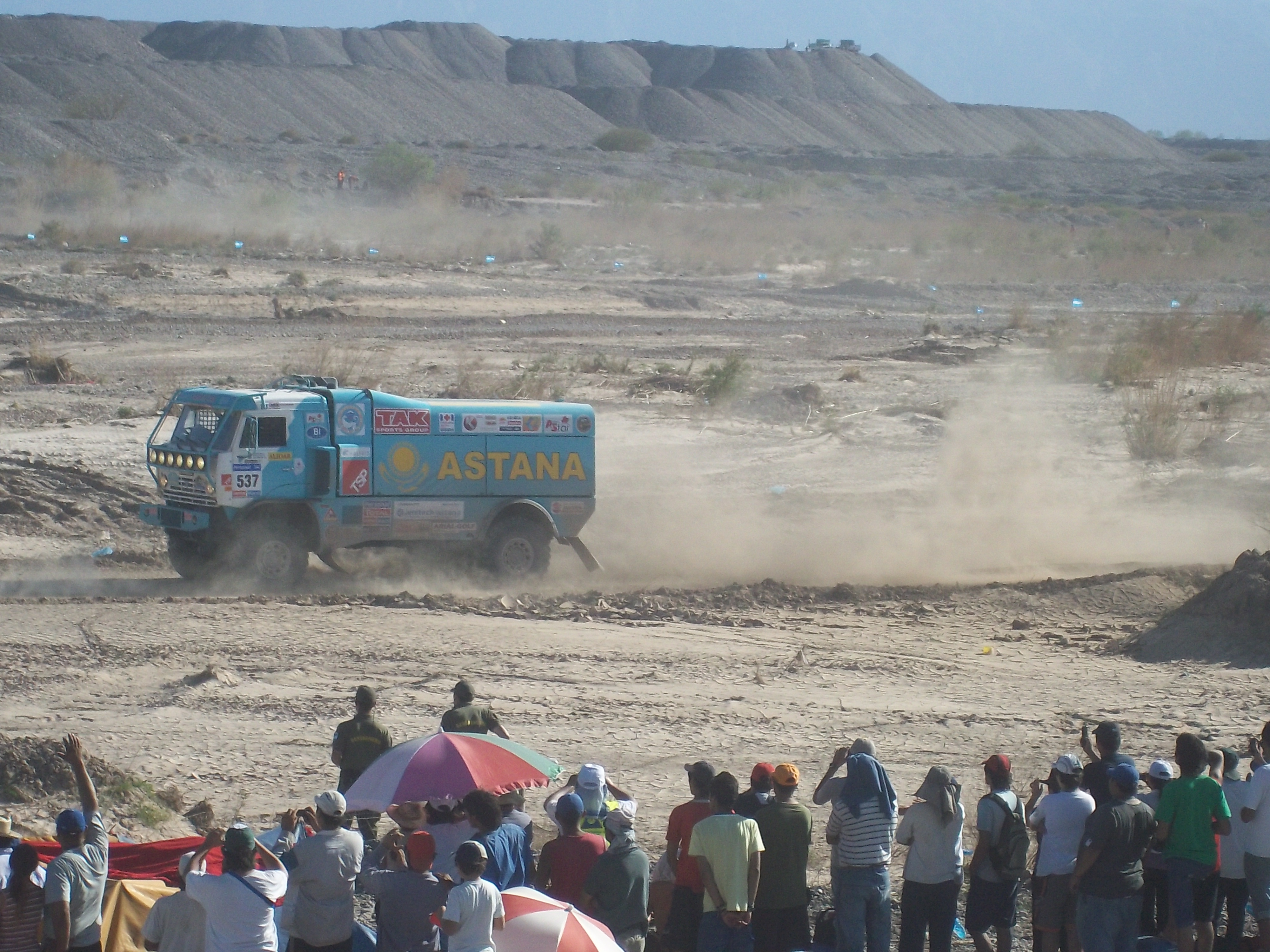
Un compétiteur de camion dans la San Juan en Argentine.
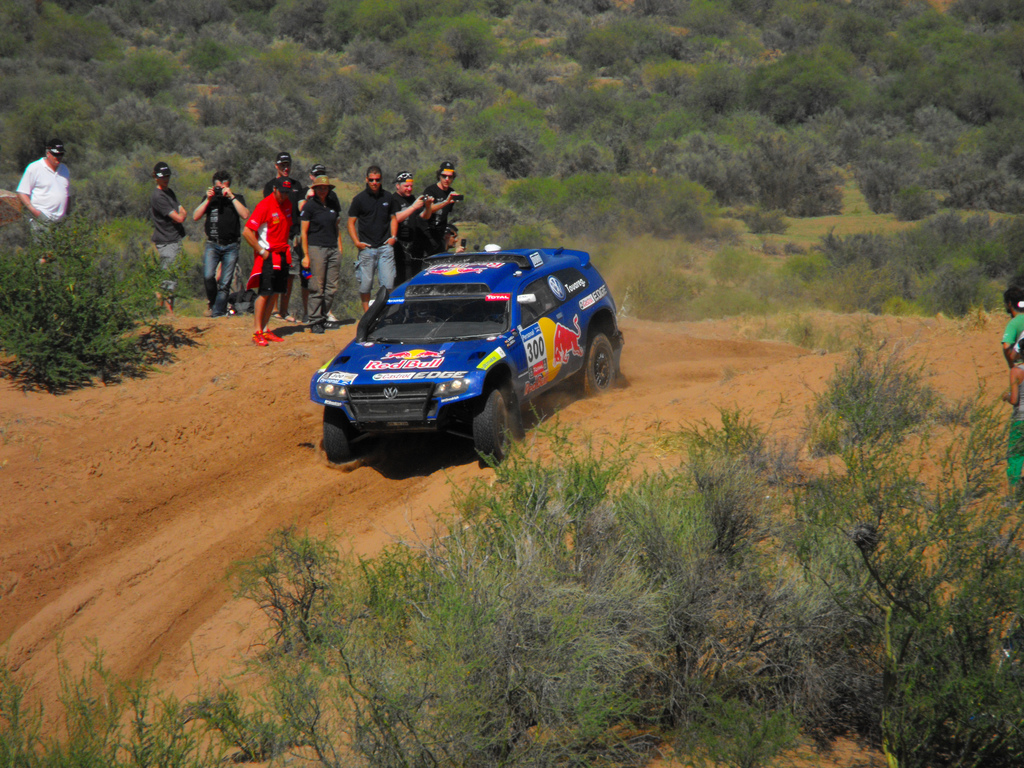
La Volkswagen de Carlos Sainz finit en troisième position du général.
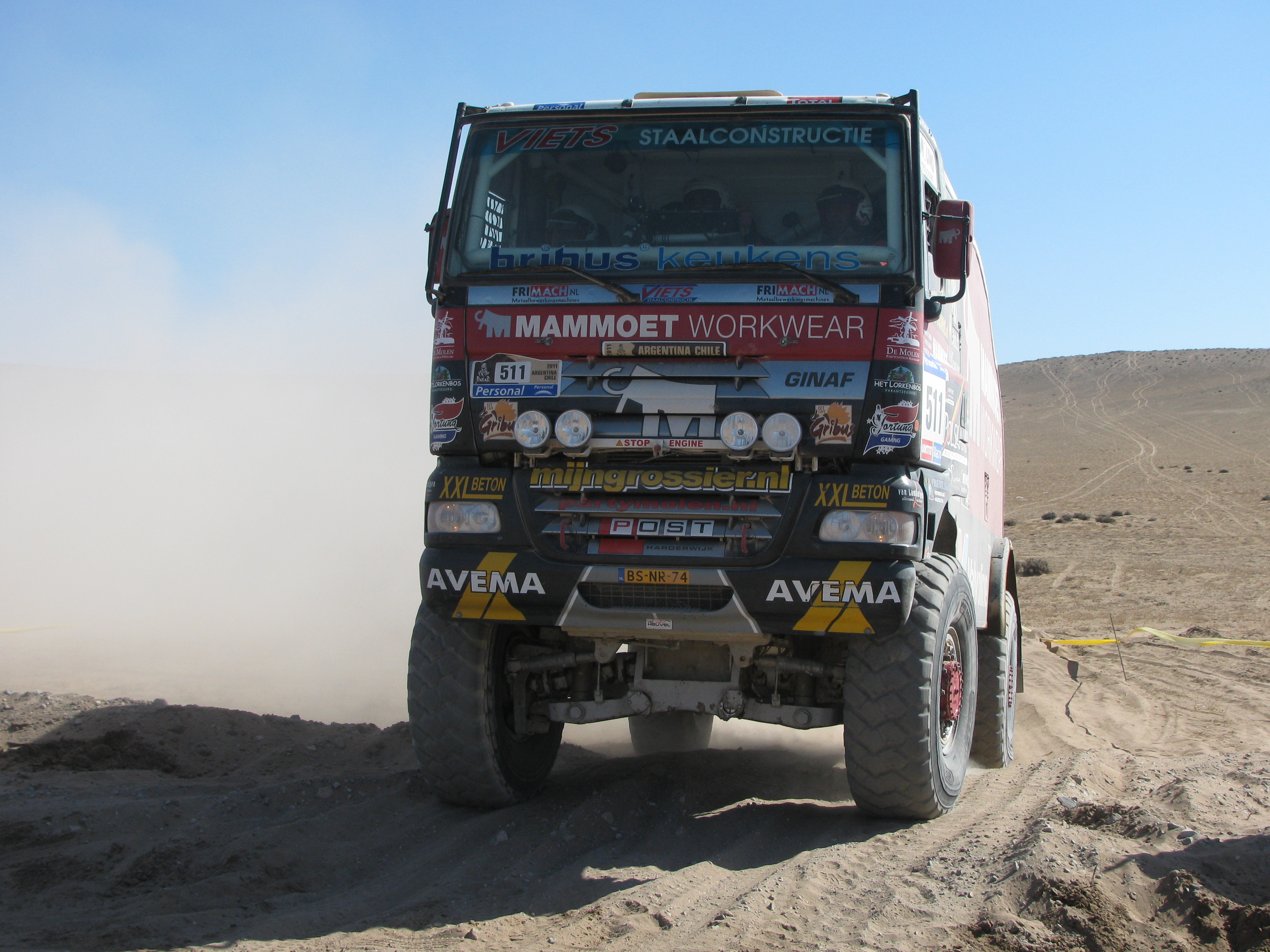
Martin van den Brink sur l'étape 8.

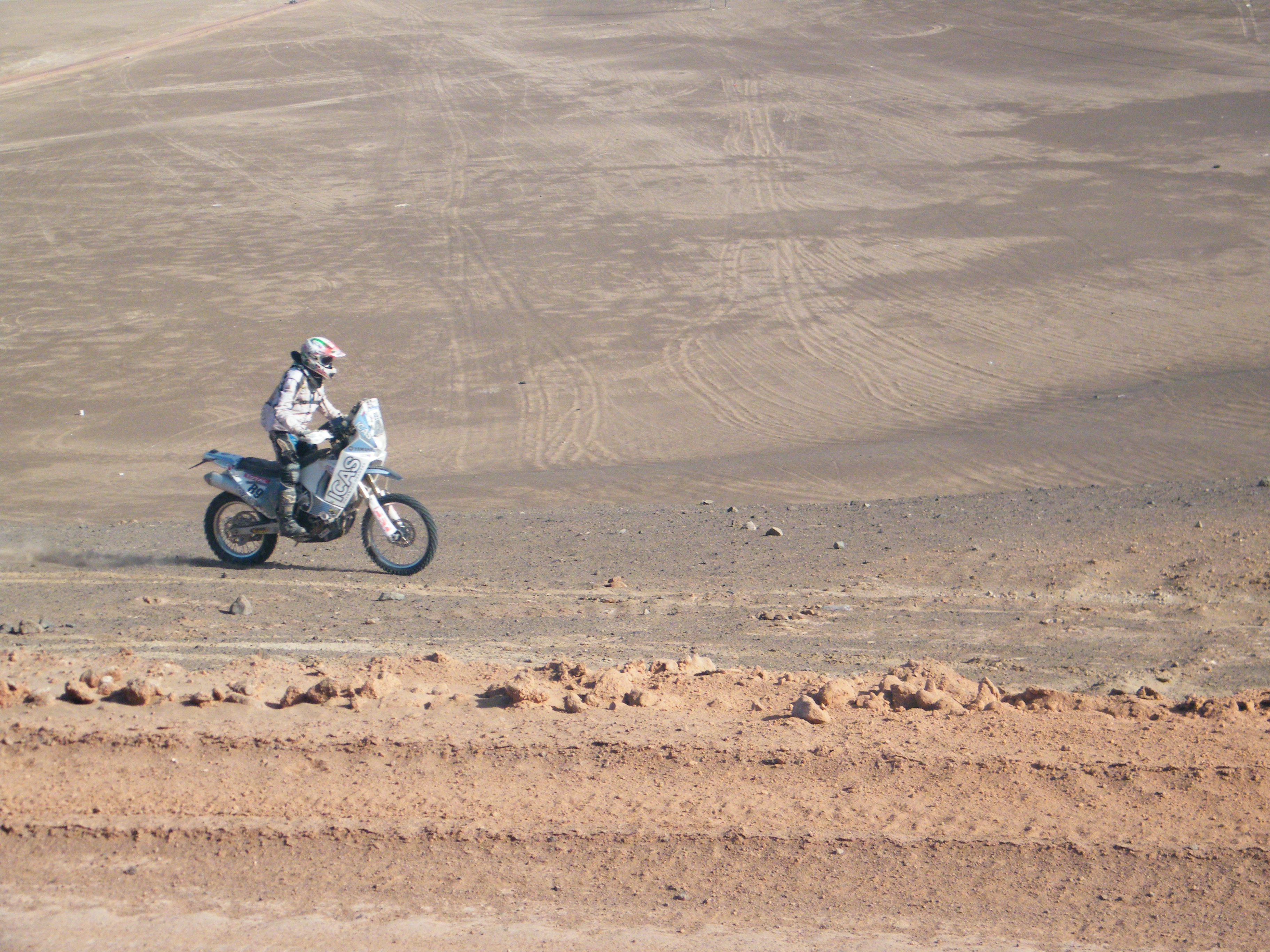
Antonio Cabini dans les dunes près d'Iquique.
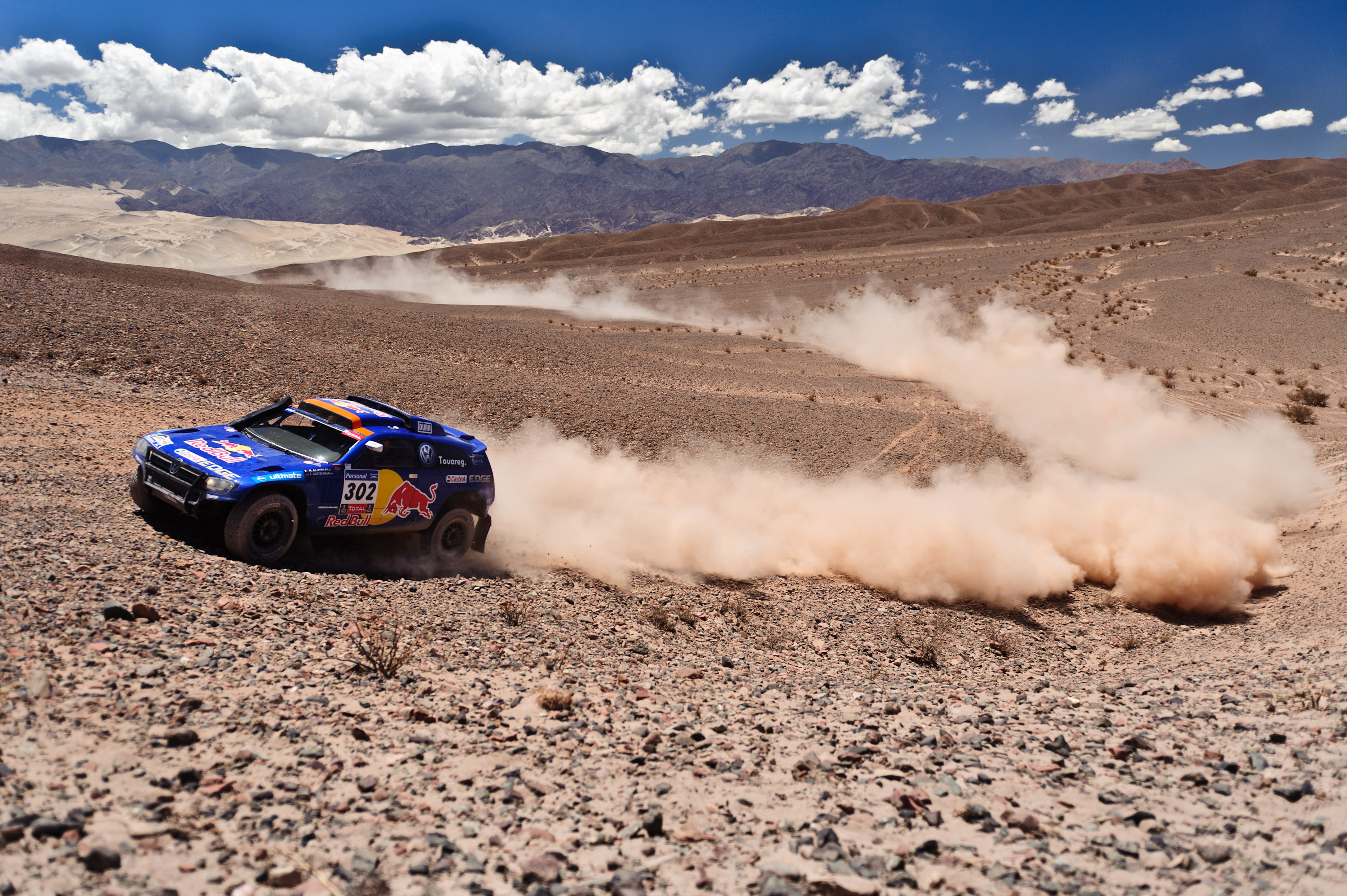
Le pilote auto vainqueur final Nasser Al-Attiyah sur l'étape 10.
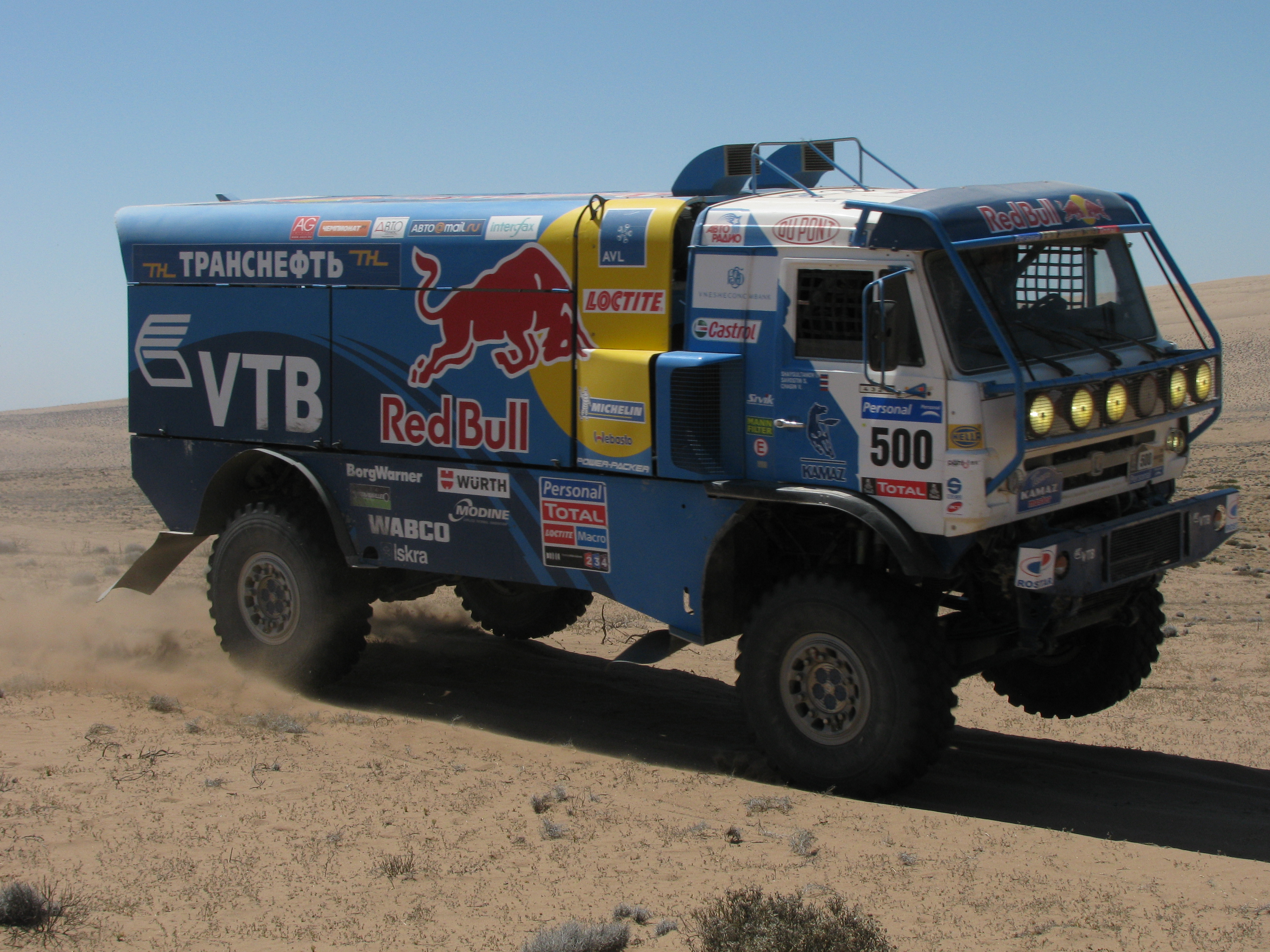
Le pilote camion vainqueur final Vladimir Chagin sur l'étape 8.

## Classements finaux

### Motos
| Pos. | Pilote                        | Constructeur | Temps            | Différence        |
| ---- | ----------------------------- | ------------ | ---------------- | ----------------- |
| 1    | Marc Coma (ESP)               | KTM          | 51 h 25 min 00 s | —                 |
| 2    | Cyril Despres (FRA)           | KTM          | 51 h 40 min 04 s | + 15 min 04 s     |
| 3    | Helder Rodrigues (POR)        | Yamaha       | 53 h 05 min 20 s | + 1 h 40 min 20 s |
| 4    | Francisco Lopez (CHI)         | Aprilia      | 53 h 34 min 45 s | + 2 h 09 min 45 s |
| 5    | Juan Pedrero (ESP)            | KTM          | 54 h 32 min 03 s | + 3 h 07 min 03 s |
| 6    | Pal Anders Ullevalseter (NOR) | KTM          | 54 h 57 min 56 s | + 3 h 32 min 56 s |
| 7    | Jean de Azevedo (BRA)         | KTM          | 55 h 24 min 38 s | + 3 h 59 min 38 s |
| 8    | Ruben Faria (POR)             | KTM          | 55 h 38 min 01 s | + 4 h 13 min 01 s |
| 9    | Quinn Alexis Cody (USA)       | Honda        | 56 h 17 min 10 s | + 4 h 52 min 10 s |
| 10   | Jacek Czachor (POL)           | KTM          | 57 h 38 min 41 s | + 6 h 13 min 41 s |

### Autos
| Pos. | Pilote                        | Copilote                 | Constructeur             | Temps            | Différence         |
| ---- | ----------------------------- | ------------------------ | ------------------------ | ---------------- | ------------------ |
| 1    | Nasser Al-Attiyah (QAT)       | Timo Gottschalk (GER)    | Volkswagen Touareg       | 45 h 16 min 16 s | —                  |
| 2    | Giniel de Villiers (RSA)      | Dirk von Zitzewitz (GER) | Volkswagen Touareg       | 46 h 05 min 57 s | + 49 min 41 s      |
| 3    | Carlos Sainz (ESP)            | Lucas Cruz (ESP)         | Volkswagen Touareg       | 46 h 36 min 54 s | + 1 h 20 min 38 s  |
| 4    | Stéphane Peterhansel (FRA)    | Jean-Paul Cottret (FRA)  | BMW X3                   | 47 h 00 min 04 s | + 1 h 43 min 48 s  |
| 5    | Krzysztof Holowczyc (POL)     | Jean-Marc Fortin (BEL)   | BMW X3                   | 49 h 27 min 37 s | + 4 h 11 min 21 s  |
| 6    | Mark Miller (USA)             | Ralph Pitchford (RSA)    | Volkswagen Touareg       | 50 h 10 min 58 s | + 4 h 54 min 42 s  |
| 7    | Ricardo Leal dos Santos (POR) | Paulo Fiúza (POR)        | BMW X3                   | 52 h 06 min 23 s | + 6 h 50 min 07 s  |
| 8    | Christian Lavieille (FRA)     | Jean-Michel Polato (FRA) | Nissan                   | 53 h 13 min 34 s | + 7 h 57 min 18 s  |
| 9    | Guilherme Spinelli (BRA)      | Youssef Haddad (BRA)     | Mitsubishi Racing Lancer | 53 h 39 min 53 s | + 8 h 23 min 37 s  |
| 10   | Matthias Kahle (GER)          | Thomas Schuenemann (GER) | SMG Buggy BMW            | 60 h 28 min 12 s | + 15 h 11 min 56 s |

### Quads
| Pos. | No  | Compétiteur            | Constructeur | Temps            | Différence         |
| ---- | --- | ---------------------- | ------------ | ---------------- | ------------------ |
| 1    | 252 | Alejandro Patronelli   | Yamaha       | 63 h 49 min 47 s | —                  |
| 2    | 255 | Sebastián Halpern      | Yamaha       | 64 h 49 min 40 s | + 59 min 53 s      |
| 3    | 256 | Łukasz Łaskawiec       | Yamaha       | 70 h 07 min 25 s | + 6 h 17 min 38 s  |
| 4    | 253 | Christophe Declerck    | Polaris      | 70 h 08 min 17 s | + 6 h 18 min 30 s  |
| 5    | 263 | Pablo Copetti          | Yamaha       | 71 h 04 min 46 s | + 7 h 14 min 59 s  |
| 6    | 273 | Jorge Santamarina      | Honda        | 74 h 49 min 54 s | + 11 h 00 min 47 s |
| 7    | 280 | Tomas Maffei           | Yamaha       | 81 h 50 min 58 s | + 18 h 01 min 11 s |
| 8    | 257 | Daniel Mazzucco        | Can-Am       | 89 h 01 min 41 s | + 25 h 11 min 54 s |
| 9    | 259 | Camélia Liparoti       | Yamaha       | 89 h 05 min 03 s | + 25 h 15 min 16 s |
| 10   | 268 | Francisco López Balart | Can-Am       | 99 h 44 min 48 s | + 35 h 55 min 01 s |

### Camions
| Pos. | No  | Conducteur        | Navigateur            | Mécanicien           | Constructeur | Temps            | Différence         |
| ---- | --- | ----------------- | --------------------- | -------------------- | ------------ | ---------------- | ------------------ |
| 1    | 500 | Vladimir Chagin   | Sergey Savostin       | Ildar Shaysultanov   | Kamaz        | 48 h 28 min 54 s | —                  |
| 2    | 502 | Firdaus Kabirov   | Aydar Belyaev         | Andrey Mokeev        | Kamaz        | 48 h 58 min 58 s | + 30 min 04 s      |
| 3    | 512 | Eduard Nikolaev   | Viatcheslav Mizyukaev | Vladimir Rybakov     | Kamaz        | 51 h 49 min 11 s | + 3 h 20 min 17 s  |
| 4    | 518 | Ilgizar Mardeev   | Vladimir Demyanenko   | Ayrat Mardeev        | Kamaz        | 54 h 13 min 50 s | + 5 h 44 min 56 s  |
| 5    | 507 | Franz Echter      | Detlef Ruf            | Artur Klein          | MAN          | 54 h 14 min 31 s | + 5 h 45 min 37 s  |
| 6    | 506 | Pep Vila          | Moi Torrallardona     | Peter van Eerd       | Iveco        | 55 h 44 min 55 s | + 7 h 16 min 01 s  |
| 7    | 503 | Marcel van Vliet  | Serge Bruynkens       | Bernard der Kinderen | MAN          | 59 h 10 min 57 s | + 10 h 42 min 03 s |
| 8    | 537 | Artur Ardavichus  | Denis Berezovskiy     | Zhanat Zhalimbetov   | Kamaz        | 59 h 38 min 39 s | + 11 h 09 min 45 s |
| 9    | 526 | Teruhito Sugawara | Seiichi Suzuki        |                      | Hino         | 62 h 50 min 22 s | + 14 h 21 min 28 s |
| 10   | 528 | Mathias Behringer | Jochen Seiler         | Hugo Kupper          | MAN          | 66 h 06 min 29 s | + 17 h 37 min 35 s |